# Paulo Speller
Paulo Speller é um acadêmico brasileiro. Foi secretário-geral da Organização dos Estados Ibero-americanos (OEI) e o 1.º reitor da Universidade da Integração Internacional da Lusofonia Afro-Brasileira (UNILAB).
Assinou um manifesto em defesa da soberania nacional e contra as recentes declarações do presidente dos Estados Unidos, Donald Trump, repudiando a tentativa de interferência estrangeira no Judiciário brasileiro e denunciando o caráter político da decisão norte-americana de elevar para 50% a tarifa de importação de produtos brasileiros.